# Alexander Braun
Alexander Braun (ime u cijelosti Alexander Carl Heinrich Braun; Regensburg, 10. svibnja 1805. – Berlin, 29. ožujka 1877.), glavni botaničar škole "filozofije prirode", doktrine koja pokušava objasniti prirodne pojave u smislu spekulativne teorije o esencijama i arhetipovima koje su dominirale njemačkom znanošću početkom 19. stoljeća.
Unatoč svom cjeloživotnom pridržavanju vitalističkih načela, Braun je dodao važne kvalifikacije staničnoj teoriji - tj. konceptu stanice kao osnovne jedinice života. Također je mnogo učinio da razjasni spolne cikluse primitivnih biljaka. Surađujući s njemačkim biologom Karlom Schimperom, pokušao je uspostaviti idealizirani model biljke na temelju njihovog opažanja da raspored lišća na stabljici biljke (filotaksija; dio morfologije bilja koji istražuje zakonitosti u rasporedu listova na stabljici biljaka) u mnogim slučajevima opisuje spiralni uzorak prema fiksnim geometrijskim pravilima.
Braun je predavao botaniku i zoologiju na politehničkoj školi u Karlsruheu (1833–46) i bio je profesor botanike na Sveučilištu u Freiburgu, Breisgau (1846–50), prije nego što je preuzeo istu dužnost i služio kao direktor botaničkog vrta na Sveučilištu u Berlinu (1851–77). Velik dio svoje karijere posvetio je proučavanju kriptogama (biljki koje ne nose sjemenke), što ga je dovelo do njegovog teorijskog sustava strukture biljaka izloženog u Betrachtungen über die Erscheinung der Verjüngung in der Natur. . (1851; “Zapažanja o pojavi pomlađivanja u prirodi...”). Dok se zalagao protiv induktivnog razmišljanja karakterističnog za empirijska istraživanja, njegov je rad poticao sustavno proučavanje morfologije biljaka; njegovo prepoznavanje osnovnog jedinstva organizama u obliku i funkciji definiranjem stanice u smislu citoplazme obavijene fleksibilnom membranom predstavlja možda njegov najvažniji doprinos.